# Mile High Club
Mile High Club, kurz MHC, ist die umgangssprachliche Bezeichnung für die Gruppe von Menschen, die an Bord eines im Flug befindlichen Luftfahrzeuges Sex mit einem oder mehreren Partnern hatten. Idealerweise sollte die Flughöhe über Grund dabei mindestens eine nautische Meile, also 1852 Meter, betragen. Einen tatsächlichen Club dieser Art gibt es nicht.

## Geschichte

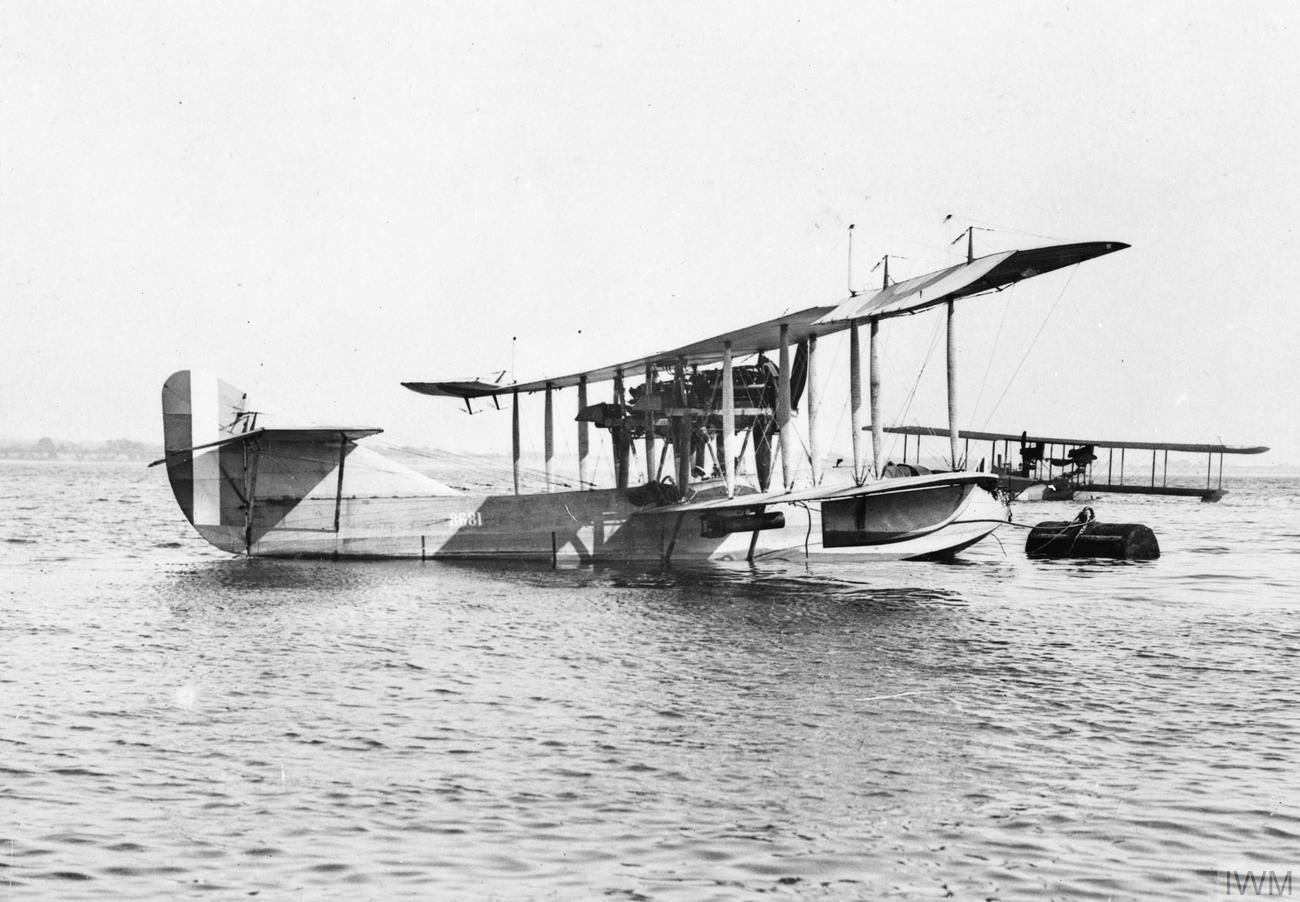
Curtiss Flying Boat (Curtiss H12) 1916, Platz für vier Personen

Als erste zwei Mitglieder des Mile High Club gelten der Pilot und Konstrukteur Lawrence Sperry und Dorothy Rice Sims, die zu der Zeit mit dem Künstler Waldo Peirce verheiratet war, die angeblich im November 1916 zusammen Sex hatten und ihre Mitgliedschaften „erwarben“, als Lawrence Sperry während eines Fluges in einem Curtiss Flying Boat über New York einen selbst konstruierten Autopiloten testete.
Der amerikanischen Verkehrsbehörde NTSB ist mindestens ein Fall bekannt, in dem sexuelle Handlungen an Bord eines Sportflugzeuges zumindest mitverantwortlich für einen Flugunfall waren.
Im November 2007 berichtete die BBC über eine Maßnahme von Singapore Airlines. Die Fluggesellschaft bat nach der Linien-Einführung ihres neuen Airbus A380 ihre Erste-Klasse-Passagiere, auf die anderen Passagiere Rücksicht zu nehmen. Die zwölf Erste-Klasse-Abteile böten zwar ein Doppelbett, seien aber nicht schallisoliert. In Stockholm erfuhren Flugpassagiere 2015 per Lautsprecher-Durchsage von einer neuen Mitgliedschaft. Sarkastisch hatte der Steward nach der Landung einem Paar zur erfolgreichen Fortpflanzung gratuliert.

## Sonstiges
Mittlerweile bieten mehrere kleine Firmen Flüge in speziell eingerichteten Flugzeugen an, die es ermöglichen, diskret eine Mitgliedschaft zu erlangen.
Bekannt ist der Mile High Club vor allem beim Flugpersonal. Da der Begriff Mile High Club rechtlich nicht geschützt ist, wird er mitunter als Motto für ausgelassene Feierlichkeiten von fliegendem Personal verwendet. Es gibt auch Clubs oder Lokale, die diesen oder einen sehr ähnlichen Namen verwenden.